# Judita Zidar
Judita Zidar, slovenska gledališka in filmska igralka, * 12. junij 1960, Ljubljana.
Leta 1987 je diplomirala na Akademiji za gledališče, radio, film in televizijo v Ljubljani in se zaposlila v Prešernovem gledališču Kranj, kjer je nastopala do leta 1993. Od leta 1995 je članica ansambla Mestnega gledališča ljubljanskega. Nastopila je v več filmih in serijah jugoslovanske in slovenske produkcije. Leta 1994 je prejela nagrado Prešernovega sklada za »vloge v zadnjih dveh letih, ki jih je ustvarila na odru Prešernovega gledališča«.

## Filmografija
- Proti oknu (2007, kratki igrani film)
- Dvojne počitnice (2001, TV film)
- Maska (2001, TV etuda)
- Obletnica (2001, TV etuda)
- Ižanska pravda (2001, TV etuda)
- Jezni (2000, kratki igrani film)
- Vrtičkarji (2000, TV nadaljevanka)
- Vojna Zvezdič (1999, TV etuda)
- Outsider (1997, celovečerni film)
- Peter in Petra (1996, kratki igrani film)
- Triptih Agate Schwarzkobler (1996, celovečerni igrani TV film)
- Radio.doc (1995, celovečerni igrani TV film)
- Betonski človek (1995, kratki igrani film)
- Felix (1995, celovečerni igrani film)
- Operacija Cartier (1991, celovečerni igrani TV film)
- Ječarji (1990, celovečerni igrani film)
- Veter v mreži (1989, celovečerni igrani film)
- Kavarna Astoria (1989, celovečerni igrani film)
- Stara mašina (1989, celovečerni igrani TV film)
- Poletje v školjki 2 (1988, celovečerni igrani film)
- P.S. (1988, celovečerni igrani omnibus)
- Živela svoboda (1987, celovečerni igrani film)
- Čisto pravi gusar (1987, celovečerni igrani film)
- Doktor (1985, celovečerni igrani film)
- Dediščina (1984, celovečerni igrani film)
- Draga moja Iza (1979, celovečerni igrani film)